# La Bouche de Jean-Pierre
La Bouche de Jean-Pierre és una pel·lícula dramàtica francesa de 1996 dirigida per Lucile Hadžihalilović. Es va projectar a la secció Un Certain Regard al 49è Festival Internacional de Cinema de Canes.

## Argument
La Mimi és una nena la mare de la qual intenta suïcidar-se. Aleshores la seva tia la va acollir. Però la Mimi es veu afectada per l'arribada de Jean-Pierre, el promès de la seva tia, fins al punt de perdre la son per això.

## Repartiment
- Denise Aron-Schropfer com a Solange
- Sandra Sammartino com a Mimi
- Michel Trillot com a Jean-Pierre

## Producció
En referència a l'escena de la sala d'estar, Sandra Sammartino va dir: "Ningú m'ha parlat mai brutalment dient 'aquesta és una escena commovedora, t'enfrontes a un pedòfil, serà difícil'! Per això no vaig tenir cap aprensió, una mica de vergonya, segur, però per a mi tot va ser només un joc!! Em vaig divertir molt al plató amb Michel i em vaig entendre molt bé amb en Jean Pierre... Però recordo que vaig pensar per a mi mateixa: "Aquest Jean Pierre és molt estúpid, per què ho fa?" !' Perquè en la meva ment jove aquest tipus de personatge no existia en la realitat. Segurament hauria tingut més problemes si hagués tingut l'edat suficient per entendre el que estava rodant."

## Distincions
- Lutins du court métrage 1998 : Lutin a la millor pel·lícula i Lutin a la millor direcció[6]